# Biogenetisches Reservat
Ein biogenetisches Reservat oder biogenetisches Schutzgebiet ist eine Kategorie des europäischen Naturschutzes.

## Grundlagen
Das Europäische Netzwerk Biogenetischer Reservate beruht auf der Resolution (76)17 vom 15. März 1976 und (79)9 vom 29. Mai 1979 des Ministerrates des Europarates. Ziel ist der Schutz von bestimmten Habitaten oder ganzen Ökosystemen (sowohl terrestrischen als auch aquatischen), um zur Erhaltung des ökologischen Gleichgewichtes und zur Bewahrung repräsentativer Beispielsflächen der Natur unseres Kontinents beizutragen. Der Resolution sind 41 Länder beigetreten, darunter Deutschland (im Jahr 1990), Österreich und die Schweiz. Ein biogenetisches Reservat soll dabei keine eigenständige Schutzkategorie darstellen, sondern die Ziele sollen im Rahmen nationaler Schutzgebiete verwirklicht werden. Man spricht von sogenannten „Prädikatsgebieten“. Vergleichbare Kategorien sind z. B. das „Europadiplom“ oder „Europareservat“. Es handelt sich also gleichsam um eine besondere Auszeichnung, die Schutzgebieten verliehen wird, die die geforderten Ziele in besonderer Weise verwirklichen helfen. Die Meldung von Gebieten als biogenetisches Reservat erfolgt freiwillig auf Initiative des Mitgliedslands. Sanktionen bei Verstößen sind nicht vorgesehen.
Seit der dritten Ministerkonferenz „Umwelt für Europa“, die 2007 in Sofia (Bulgarien) stattfand, sollen biogenetische Reservate im Rahmen der neu geschaffenen „Pan-European Biological and Landscape Diversity Strategy“ (PEBLDS) angestrebt werden, die ein „Pan-European Ecological Network“ (PEEN) erreichen soll. Die PEBLDS ist ein Forum zur Koordinierung nationaler Bestrebungen der Mitgliedsländer und bestimmter Nicht-Regierungsorganisationen. Eigenständige Aktivitäten oder Initiativen für biogenetische Reservate finden seitdem nicht mehr statt.

## Nationale Aktivitäten

### Deutschland
In Deutschland existiert nur ein biogenetisches Reservat: Die Isarmündung in Bayern.
Das Gebiet ist aktuell durch wasserbauliche Vorhaben akut gefährdet. Der Bundestagsausschuss für Technikfolgenabschätzung kam 1998 zu folgendem Fazit:
„Insgesamt ist jedoch festzuhalten, daß die seit langem bestehende Empfehlung der EU, Natur- und andere Schutzgebiete auch im Sinne einer Entwicklung sog. biogenetischer Reservate zu nutzen, die besonders dem Schutz und dem Erhalt pflanzengenetischer Ressourcen zum Vorteil gereichen, in der Bundesrepublik nicht genügend aufgegriffen wurde.“.

### Österreich
In Österreich existieren deutliche nationale Bestrebungen zur Ausweisung biogenetischer Reservate, die vom Umweltbundesamt koordiniert werden.
Insgesamt bestehen 56 biogenetische Reservate, die eine Gesamtfläche von 173.051,37 ha (1.730,5 km² bzw. 2,4 % des Bundesgebietes) einnehmen.
Es handelt sich um auch landesrechtlich ausgewiesene Gebiete, teils auch Europaschutzgebiete, zwei Gebiete besitzen nur partiellen Schutz. In Wien und Vorarlberg sind keine ausgewiesen.

### Schweiz
Die Schweiz hat derzeit neun Schutzgebiete als biogenetische Reservate ausgewiesen.
Es handelt sich hier um großräumige Gebiete ohne durchgängigen strengen nationalen Schutzstatus.